# Rancho Alegre Fraccionamiento
Rancho Alegre Fraccionamiento är en ort i Mexiko.   Den ligger i kommunen Tlajomulco de Zúñiga och delstaten Jalisco, i den centrala delen av landet, 400 km väster om huvudstaden Mexico City. Rancho Alegre Fraccionamiento ligger 1 537 meter över havet och antalet invånare är 8 441.
Terrängen runt Rancho Alegre Fraccionamiento är platt västerut, men österut är den kuperad. Runt Rancho Alegre Fraccionamiento är det ganska tätbefolkat, med 222 invånare per kvadratkilometer. Närmaste större samhälle är Tlaquepaque, 18,9 km norr om Rancho Alegre Fraccionamiento. I omgivningarna runt Rancho Alegre Fraccionamiento växer huvudsakligen savannskog.